# Schladen
Schladen est une ancienne commune devenu un quartier et le siège administratif de la commune de Schladen-Werla dans l'arrondissement de Wolfenbüttel, au sud-est du Land de Basse-Saxe. Située au bord de la rivière Oker, et à vingt-cinq kilomètres au nord du Brocken, 1 142 m, point culminant du Harz, son altitude n'est que de 97 m. Ses 5 271 habitants (en 2004) se répartissent sur 3 066 hectares, à moins de cinq kilomètres de l'ancienne frontière de la RDA. 
Le territoire est traversé par l'autoroute A395 et par la route B82.
Les ressources locales sont l'agriculture, le tourisme, et l'industrie sucrière (raffinerie). L'usine appartenant à Nordzucker extrait le sucre depuis les betteraves.
Une curiosité réputée est l'élevage de serpent, produisant des venins pour l'industrie pharmaceutique. Il s'agit du "Schlangenfarm".
À proximité immédiate de cette petite ville se trouvent les ruines de l'ancien château de Werla, d'époque ottonienne (Xe siècle).

## Jumelages
Guîtres (France) depuis 1994